# Fulanito

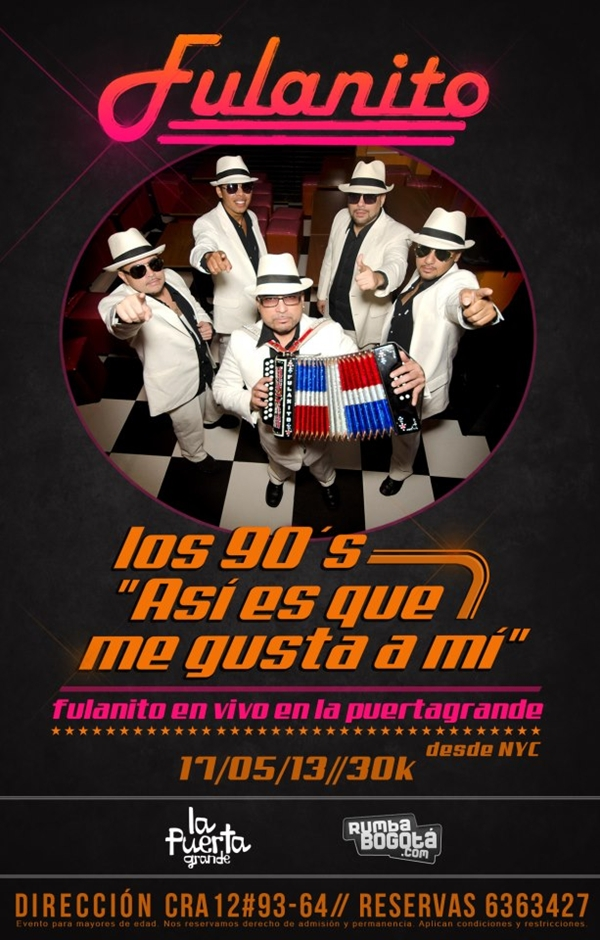
Konzertplakat von Fulanito

Fulanito ist eine der bekanntesten Bands des Musikgenres Merengue Hip Hop, auch Merengue House oder Merenhouse genannt.
Der Stil ist häufig ein Mix aus Merengue und Hip-Hop – bekannteste Songs sind Guallando und El cepillo – und mitunter Cumbia und Hip-Hop – bekanntester Song ist Merencumbiaso.
„Fulano“ (Fulanito ist die Verkleinerungsform, vergleichbar mit ‚Fritz‘ oder ‚Fritzchen‘) ist im Spanischen eine fiktive Person wie beispielsweise Max Mustermann oder Otto Normalverbraucher im Deutschen; deshalb nannten sie ihr erstes Album auch El hombre más famoso de la tierra (übersetzt: Der berühmteste Mann der Welt).

## Mitglieder
- Arsenio De La Rosa
- Robert Dinero Lazaga
- Joe Teklas
- Winston Arsenio Rosa a.k.a W.A.R. Inc.
- Nelson Bicenty

## Diskografie
- 1997: El hombre más famoso de la tierra
- 1999: El padrino
- 2001: The Remixes
- 2001: Americanizao
- 2005: La verdad
- 2007: Vacaneria
- 2008: Greatest Hits
- 2013: Reloaded